# Soleuvre
Soleuvre (lb. Zolwer) – wieś (Uertschaft) w południowym Luksemburgu, w kantonie Esch-sur-Alzette, w gminie Sanem. Do 3 października 2015 miejscowość leżała w dystrykcie Luksemburg. Liczy 6393 mieszkańców (1 stycznia 2023).